# 豊田村 (青森県)
豊田村（とよだむら）は、かつて青森県にあった村。

## 沿革
- 1889年（明治22年）4月1日 - 町村制施行により中津軽郡新里村、福村、福田村、境関村、外崎村、高田村、小比内村が合併し、豊田村が発足。
- 1952年（昭和27年）4月1日 - 区域の一部を分離し中津軽郡和徳村に編入。
- 1955年（昭和30年）3月1日 - 弘前市に編入され消滅。